# Vivo (film)
Pour les articles homonymes, voir Vivo.
Pour plus de détails, voir Fiche technique et Distribution.
Vivo est un film d'animation musical américain, animé par ordinateur, produit par Sony Pictures Animation et réalisé par Kirk DeMicco en 2021. C'est le premier film musical des Studios Sony Pictures Animation.
Le film a été présenté pour la première fois à DreamWorks Animation en 2010 par Lin-Manuel Miranda, mais a été annulé en raison de la restructuration de l'entreprise en 2015. Le projet a ensuite été relancé par Sony Pictures Animation le 14 décembre 2016 avant de sortir sur Netflix le 6 août 2021. Il a reçu des critiques positives, faisant l'éloge de l'animation et des numéros musicaux.

## Synopsis
À La Havane, à Cuba, Andrés Hernández et son kinkajou Vivo jouent de la musique ensemble sur la place (One of a Kind). Un jour après leur spectacle, Andrés reçoit une lettre de Marta Sandoval, une vieille amie à lui, l'informant qu'elle se retire de sa carrière musicale. La lettre offre une chance de se reconnecter à Miami, en Floride, au Mambo Cabana et à Andrés de dire enfin à Marta ce qu'il ressent pour elle à travers une chanson qu'il a écrite juste pour elle (Mambo Cabana). Vivo, heureux de leur vie à Cuba, hésite à aider Andrés et part en colère. Après avoir réfléchi à son passé et à la façon dont Andrés l'a sauvé lorsqu'il était bébé, Vivo revient et fait sa valise. Le lendemain matin, on découvre qu'Andrés est décédé dans son sommeil et cette nuit-là, un service funèbre a lieu sur la place, en présence de la belle-nièce d'Andrés Rosa et de sa fille Gabriela avant de rentrer chez eux à Floride.
Vivo est déterminé à faire entendre la chanson d'Andrés (One More Song) à Marta et se rend à Key West avec Gabriela et Rosa. Gabi est ravie quand elle découvre Vivo caché dans ses affaires et lui explique comment personne ne la comprend parce qu'elle est différente de tout le monde (My Own Drum) et ne veut pas faire partie de sa troupe de scouts, les Sand Dollars. Elle découvre bientôt la lettre de Marta à son tío Andrés et devient une partie de la mission de Vivo.
Sous prétexte d'assister à une vente de biscuits en ville, Gabi et Vivo achètent des billets de bus pour se rendre au spectacle de Marta, mais ils sont arrêtés par les autres Sand Dollars (Becky, Eva et Sarah). Lorsque Gabi prétend avoir sauvé Vivo, ils insistent pour le mettre en quarantaine pendant 10 jours, tout comme le protocole Sand Dollar pour les animaux sauvés. Gabi et Vivo leur échappent, mais ratent le bus. Ils se retrouvent dans les Everglades et sont séparés par une tempête anormale (Keep the Beat), perdant la chanson.
En cherchant Gabi, Vivo tombe sur une spatule nommée Dancarino, qui ne parvient pas à trouver l'amour avec l'un des siens. Avec l'aide de Vivo, il est capable de gagner le cœur de Valentina (Love's Gonna Pick You Up) et les deux sauvent Vivo d'un anaconda vert qui déteste le bruit nommé Lutador. Pendant ce temps, Gabi découvre qu'elle a été suivie par les Sand Dollars sur le bateau d'Eva et celles-ci lui font du chantage : elles lui détiennent la chanson d'Andrés et la lui rendront quand elle les conduira à Vivo. Lorsque les filles sont attaquées par Lutador, Vivo est capable de les sauver (Tough Crowd), mais dans le processus, la chanson est détruite.
Déprimé d'avoir échoué à sa mission, Vivo décide de rentrer à Cuba. Puis il entend Gabi réciter les paroles et se rend compte qu'ils peuvent recréer la chanson, car il connaît la mélodie (One More Song). Ensemble, ils arrivent à Miami et partent à la recherche de Marta, qui a appris la mort d'Andrés et refuse de monter sur scène (Running Out of Time).
Gabi et Vivo se faufilent à l'intérieur du Mambo Cabana, mais Gabi est incapable d'ouvrir la porte car elle est verrouillée par une chaîne et dit à Vivo de continuer sans elle. Elle est bientôt rattrapée par la sécurité et sa mère furieuse, qui a découvert qu'elle s'était enfuie. Vivo trouve Marta, qui le reconnaît sur la photo nécrologique d'Andrés, et livre la chanson. Il localise ensuite Gabi et Rosa, qui rentrent chez eux en voiture, et Gabi partage enfin ses sentiments avec sa mère : elle a ressenti le besoin de faire partie de la mission de Vivo pour livrer la chanson parce qu'Andrés n'a jamais pu dire à Marta combien il l'aimait., tout comme elle n'a jamais pu le dire à son père avant sa mort.
Rosa rassure sa fille que son père savait à quel point elle l'aimait, et ramène Gabi et Vivo au concert juste à temps pour entendre Marta jouer la chanson d'Andrés (Inside Your Heart). Vivo décide de rester en Floride avec Gabi et Rosa, et ils se produisent dans la ville avec Marta (Grand Finale).

## Distribution

### Voix originales
- Lin-Manuel Miranda : Vivo, un kinkajou chanteur et musicien
- Ynairaly Simo : Gabriela « Gabi » Hernández
- Zoe Saldana : Rosa Hernández
- Juan de Marcos González : Andrés Hernández
- Michael Rooker : Lutador, un anaconda vert
- Brian Tyree Henry : Dancarino, un mâle spatule
- Nicole Byer : Valentina, une femelle spatule
  - Aneesa Folds : Valentina (voix chantée)
- Gloria Estefan : Marta Sandoval
- Katie Lowes : Becky
- Olivia Trujillo : Eva
- Lidya Jewett : Sarah
- Leslie David Baker : le chauffeur de bus en Floride

### Voix françaises
- Benjamin Bollen (dialogues) et Rodrigo Acevedo (chant) : Vivo
- Daniela Labbé Cabrera : Rosa
- Frantz Confiac (dialogues) et Kova Rea (chant) : Andrés
- Xavier Fagnon (dialogues) et Jazzy (chant) : Dan Carino
- Corinne Wellong (dialogues) Kania Allard (chant) : Valentina
- Hervé Bellon : Lutador, le python
- Lana Ropion : Gabi
- Maïk Darah (dialogues) et Laura Nanou (chant) : Marta Sandoval
- Michel Dodane : Montoya
- Barbara Beretta : Gloria, la régisseuse de Marta
- Rody Benghezala : Bob, le chauffeur de bus de la Floride
- Beehann : Veronica
- Marc Maurille : un passager du bus
- voix additionnelles : Marielle Hervé, Jazzy, Karine Costa, Manu Vincent, Maryne Bertieaux, Cerise Calixte, Guillaume Bourboulon, Emmanuelle Bodin, Alice Thomas, Nicolas Costa.

- Version française
  - Société de doublage : Titrafilm
  - Direction artistique : Ninou Fratellini (dialogues) et Georges Costa (chants)
  - Adaptation : Marc Bacon (dialogues), Georges Costa et Alice Thomas (chants)

## Production

### Développement
Les origines du film remontent à 2010, lorsque Lin-Manuel Miranda a présenté une idée de film à DreamWorks Animation à la suite du succès de sa comédie musicale In the Heights . En raison d'une restructuration en 2015, DreamWorks a finalement abandonné le projet. Le 14 décembre 2016, Sony Pictures Animation a finalement acquis le projet de DreamWorks sous le nom de Vivo, basé sur une idée originale de Peter Barsocchini, avec Kirk DeMicco à la direction, Lisa Stewart à la production, Laurence Mark à la production exécutive., et Quiara Alegría Hudes écrivant le scénario d'une histoire de Barsocchini,. Le 12 juin 2019, Kristine Belson a annoncé au Festival international du film d'animation d'Annecy 2019 que Rich Moore rejoindrait le film en tant que coproducteur du film avec Roger Deakins en tant que consultant visuel du film. Le casting a été annoncé le 26 avril 2021.

### Musique
Le 14 décembre 2016, il a été révélé que Miranda écrirait 11 chansons pour le film. Le 26 avril 2021, il a été annoncé que le collaborateur récurrent de Miranda, Alex Lacamoire, travaillerait sur le film en tant que compositeur de la partition et producteur de musique exécutif.

## Sortie
Le 14 décembre 2016, le film a été annoncé pour une sortie en salles le 18 décembre 2020. Le 26 janvier 2018, la date de sortie en salles du film a été déplacée un mois plus tôt, au 6 novembre 2020. Le 1er novembre 2019, la date de sortie en salles du film a été déplacée au 16 avril 2021  pour être reportée au 4 juin 2021, en raison de la pandémie de COVID-19. Le 26 avril 2021, Sony a annoncé l'annulation de la sortie en salles du film et a concédé sous licence les droits du film à Netflix, Sony conservant les droits de divertissement à domicile, de télévision linéaire et de distribution en Chine. Le film est sorti dans certaines salles le 30 juillet 2021 et sur Netflix le 6 août 2021,.

## Accueil
Le site Web d'agrégation de critiques Rotten Tomatoes rapporte que 88% des 64 critiques ont donné au film une critique positive avec une note moyenne de 6,80/10. Le consensus critique[Quoi ?] du film se lit comme suit : « Vivo offre peu de surprises, mais cette aventure joliment animée est animée par les chansons entraînantes de la star Lin-Manuel Miranda ». Sur Metacritic, le film a une note moyenne pondérée de 65 sur 100, basée sur 21 critiques, indiquant « des critiques généralement favorables ». 